# Giovanni Antonio Serbelloni
Giovanni Antonio Serbelloni (né à Milan, en Lombardie, Italie, alors dans le duché de Milan, en 1519, et mort à Rome, le 18 mars 1591) est un cardinal italien du XVIe siècle.
Il est le neveu du pape Pie IV, sa mère étant la sœur du pontife. Il est aussi un cousin des cardinaux Carlo Borromeo (1560) et Mark Sittich von Hohenems (1561).

## Biographie
Giovanni Antonio Serbelloni est clerc à Milan et est nommé évêque de Foligno en 1557.
Il est créé cardinal par le pape Pie IV lors du consistoire du 31 janvier 1560. 
Il est aussi à la mort de Jean du Bellay, abbé commendataire de l'abbaye de Fontaine-Daniel. Il est possible que Sorbellonio voulût en tirer de cette commende un revenu excessif, en abusant de ses droits d'abbé, en ne laissant aux religieux que des secours infimes et tout a fait insuffisants. Pour réduire encore les dépenses du couvent, il visa à diminuer le nombre des novices. L'Ordre de Cîteaux s'y opposa. Il fut en opposition des pères réformateurs.
Le cardinal Serbelloni est transféré à Novare et est envoyé comme légat apostolique à Camerino en 1560. En 1565 il est nommé gouverneur de Città della Pieve et légat à Pérouse en Ombrie. Il est vice-doyen et doyen du Collège des cardinaux.
Le cardinal Serbelloni participe aux conclaves de 1565-1566 (élection de Pie V), de 1572 (élection de Grégoire XII), de 1585 (élection de Sixte V) et aux deux conclaves de 1590 (élection d'Urbain VII et de Grégoire XIV).
Le pape Pie IV, de la maison de Médicis, qui tenait en haute estime Giovanni Antonio Serbelloni, lui aurait accordé la faveur de porter dans ses armoiries un chef de ses propres armes : « Coupé d'argent, à l'arbre de sinople, acosté de deux griffons afrontés de gueules, bandé d'argent et de gueules, de six pièces. »